# Victor Larock
Victor Larock (* 6. Oktober 1904 in Ans; † 24. April 1977 in Madrid) war ein belgischer sozialistischer Politiker und 1958 erster Präsident des Rates der Europäischen Gemeinschaften.

## Leben

### Studium und berufliche Tätigkeiten
Der Sohn eines Bergarbeiters wurde 1926 nach einem Studium der Philosophie an der Reichsuniversität von Lüttich zum Doktor der Literatur promoviert. Anschließend absolvierte er ein Studium der Soziologie in Paris, wo er erstmals mit linksgerichteten Intellektuellen in Kontakt kam. Von 1932 bis 1949 war er Dozent für Geschichte am Königlichen Athaneum von Ixelles/Elsene sowie zugleich am Institut des Hautes Études von Gent.

### Politischer Journalist und Aufstieg zum Minister
Von 1935 bis 1940 war er Herausgeber einiger linksgerichteter Zeitschriften. Auch nach der Besetzung von Belgien durch die deutsche Wehrmacht 1940 und einer vorübergehenden Verhaftung 1941 setzte er jene Tätigkeit fort. Nach dem Verbot der Zeitung „Le Peuple“ 1942 wurde er Mitarbeiter im verbotenen Büro der Sozialistischen Partei (BSP). Von 1944 bis 1954 war er politischer Direktor der Zeitung der Sozialistischen Partei, „Le Peuple“.
Auf dem ersten Parteitag der BSP nach dem Zweiten Weltkrieg 1945 nahm Larock eine führende Rolle ein und wurde zum Mitglied des Nationalen Büros gewählt.
1949 wurde er für Brüssel zum Mitglied der Abgeordnetenkammer gewählt und sprach sich in dieser Position bei einer Parlamentsdebatte 1950 gegen die Rückkehr von König Leopold III. aus. Darüber hinaus war er 1952 bis 1968 Mitglied des Gemeinderates von Elsene.
1951 setzte sich Larock für die Neukonstituierung der Sozialistischen Internationale ein. Nach dem Gründungskongress in Frankfurt am 30. Juni 1951 wurde er bis 1954 zum Mitglied des Vorstands gewählt.
Larock war vom 23. April 1954 an zunächst Minister für Außenhandel und anschließend als Nachfolger des zum NATO-Generalsekretär gewählten Paul-Henri Spaak vom 13. Mai 1957 bis zum 26. Juni 1958 Außenminister im Kabinett von Achille Van Acker. Als solcher war er im ersten Halbjahr 1958 erster Präsident des Rates der Europäischen Gemeinschaften.
Am 25. April 1961 wurde er Minister für Nationale Erziehung und Kultur im Kabinett von Théo Lefèvre. In diesem Amt war er der erste Sozialist nach der Verabschiedung eines neuen Schulgesetzes. Allerdings wurde ihm der flämischsprachige Politiker Renaat Van Elslande als Minister beigeordnet. Dieser wurde 1962 selbständiger Minister für niederländische Kultur sowie weiterhin beigeordneter Minister für Nationale Erziehung. Am 31. Juli 1963 trat Larock als Minister aus Protest gegen das Sprachgesetz des sozialistischen Ministers für Inneres und besondere Aufgaben Arthur Gilson zurück.
Zwischen 1965 und 1968 war er noch Vorsitzender der Fraktion der BSP in der Abgeordnetenkammer sowie Kurzzeit 1964 Präsident der Sozialistischen Internationale. 1971 kandidierte er nicht mehr für die Abgeordnetenkammer.